# Гантер (Техас)
Гантер (англ. Gunter) — місто (англ. city) в США, в окрузі Грейсон штату Техас. Населення — 2060 осіб (2020).

## Географія
Гантер розташований за координатами 33°29′26″ пн. ш. 96°43′53″ зх. д. / 33.49056° пн. ш. 96.73139° зх. д. (33.490449, -96.731491).  За даними Бюро перепису населення США в 2010 році місто мало площу 45,72 км², з яких 45,43 км² — суходіл та 0,29 км² — водойми.

## Демографія
Згідно з переписом 2010 року, у місті мешкало 1498 осіб у 438 домогосподарствах у складі 349 родин. Густота населення становила 33 особи/км².  Було 493 помешкання (11/км²).
Расовий склад населення:
| - 79,8 % — білих - 1,7 % — корінних американців - 1,0 % — чорних або афроамериканців - 0,3 % — азіатів - 15,9 % — осіб інших рас |

До двох чи більше рас належало 1,3 %. Частка іспаномовних становила 25,8 % від усіх жителів.
За віковим діапазоном населення розподілялося таким чином: 27,5 % — особи молодші 18 років, 54,1 % — особи у віці 18—64 років, 18,4 % — особи у віці 65 років та старші. Медіана віку мешканця становила 37,7 року. На 100 осіб жіночої статі у місті припадало 80,3 чоловіків;  на 100 жінок у віці від 18 років та старших — 71,6 чоловіків також старших 18 років.
Середній дохід на одне домашнє господарство  становив 75 838 доларів США (медіана — 61 250), а середній дохід на одну сім'ю — 86 954 долари (медіана — 71 250). За межею бідності перебувало 15,4 % осіб, у тому числі 18,6 % дітей у віці до 18 років та 0,0 % осіб у віці 65 років та старших.
Цивільне працевлаштоване населення становило 703 особи. Основні галузі зайнятості: освіта, охорона здоров'я та соціальна допомога — 21,5 %, науковці, спеціалісти, менеджери — 12,2 %, роздрібна торгівля — 10,8 %, сільське господарство, лісництво, риболовля — 10,8 %.